# 로이스 (성경 인물)

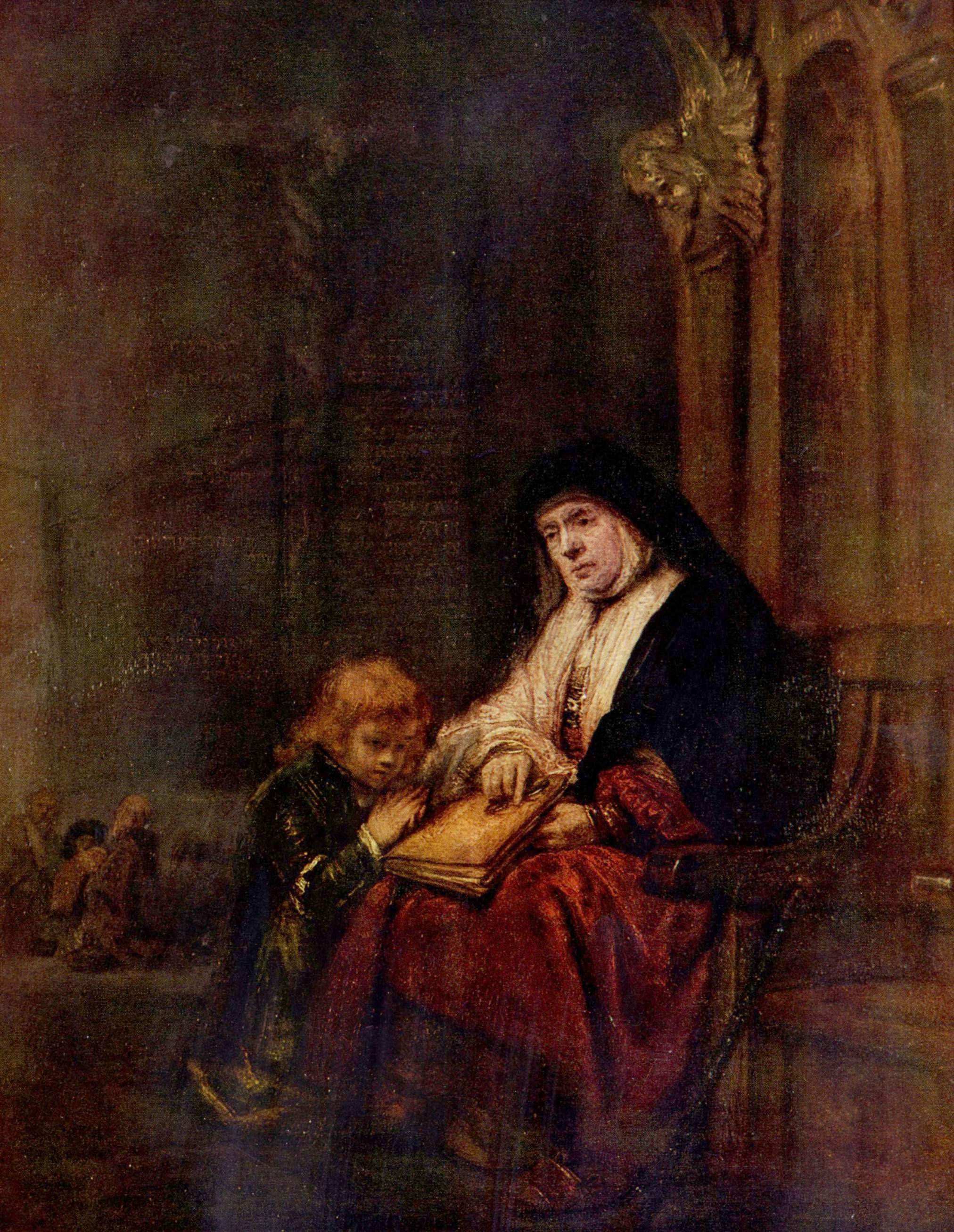
렘브란트의디모테오와 그의 할머니, 1648.

로이스는 디모테오의 할머니로, 성경 외 전승에 의하면 그는 유대교 가정에서 태어나, 후에 그의 딸 유니게와 함께 기독교를 받아들였다고 한다.
디모데후서 1장 5절에서만 언급되는데, 여기서 저자는 디모테오를 두고 "이는 네 속에 거짓이 없는 믿음이 있음을 생각함이라 이 믿음은 먼저 네 외조모 로이스와 네 어머니 유니게 속에 있더니 네 속에도 있는 줄을 확신하노라(개역개정)라고 말한다. 로이스와 유니게, 그리고 디모테오가 사도 바울의 친척이었기 때문에 디모테오의 가족들과 그 가정사에 대해 잘 알고 있다는 주장도 제기되고 있다.
로이스는 종종 모범적인 기독교도 할머니의 예시로 여겨진다. 데일 에반스 로저스(Dale Evans Rogers)는 "그녀의 모범, 그녀의 가르침, 그리고 그녀의 믿음"이 디모테오의 생애에 큰 영향을 주었을 거라고 말한다.